# 아로공주
아로공주 박씨(阿老公主 朴氏)는 신라(新羅) 초기(草奇)의 공주(公主)로 제사(祭祀)를 주관(主觀)하였다. 혁거세 거서간(赫/爀居世 居西干)과 알영부인(閼英夫人) 딸이다.
아로(阿老)라는 이름을 개인의 인명이 아닌 농경사회에서 사제를 수행하는 집단이나 특정한 직능을 표현한 것이라는 견해가 있다. 신라 상고기 왕비 이름 중에는 '알-'계 이름이 자주 보이는데 이들 왕실 여성이 농작의 풍요를 기원한다는 의미에서 사제라는 특수한 직능과 관련이 있다는 견해이다. '알'이 '아리수', '압록수', '알천'등에서 보이듯이 '물'과 관련이 있으며 ‘비(물)를 주관하는 특별한 지위의 사람’이란 뜻을 나타낸다는 견해가 있다.

## 생애
남해차차웅(南解次次雄)의 친누이이자 신라(新羅)의 시조(時調) 혁거세 거서간(赫/爀居世 居西干)의 딸로 신라(新羅) 시조묘(時調廟)의 제사(祭祀)를 주관하였다.
신라(新羅)의 왕녀(王女)이자 제사장(祭司長)이며 신라(新羅)의 초대(草大) 국왕(國王)인 혁거세 거서간(赫/爀居世 居西干)과 왕비(王妃) 알영부인(閼英夫人)의 딸. 혁거세 거서간(赫/爀居世 居西干)과 알영부인(閼英夫人) 사이에서 태어났다.

## 가계
- 조모 : 사소부인(娑蘇夫人 선도산 성모)
  - 부왕 : 혁거세 거서간(赫/爀居世 居西干)
  - 모후 : 알영부인(閼英夫人, 아리영 왕후라고도 함)
    - 오빠 : 남해 차차웅(南解 次次雄)
    - 공주 : 아로공주
    - 남편 : 미상

## 아로공주가 등장하는 작품
- 《김수로》(MBC, 2010년~2010년, 배우:왕빛나)